# ドント・ビリーヴ・ザ・トゥルース
『ドント・ビリーヴ・ザ・トゥルース』（Don't Believe the Truth）は、オアシスの6作目のオリジナル・アルバム。日本では2005年5月25日、イギリスでは同年30日、アメリカでは同年31日に発売された。

## 概要
ノエルとデイブ・サーディーによる共同プロデュース。また、ドラマーにザック・スターキーが加入。
レコーディングは二転三転した末に、ギターストロークを軸としたブリティッシュ・ロックに落ち着く。ラーズからの影響が最も大きいとノエルは語るが、60年代のロックからの影響が濃い作風である。デモ曲は50曲以上も作られた。
収録曲はノエルが5曲、リアムが3曲（内1曲はゲムと共作）、アンディが2曲、ゲムが1曲。担当楽器に縛られず、作曲者が曲単位で指揮をとった1枚。
3rdから推し進めてきた分厚いギターサウンド路線と打って変わって、今作は音の隙間を重視した音作りがなされており、オアシスに冷たかった各種メディアも良い評価を与えている。
日本では、英国のバンドのオリジナル・アルバムとしてはベイ・シティ・ローラーズ以来、30年ぶりとなるオリコン初登場1位を記録。

## 収録曲
括弧内は作曲者である。
アナログ盤では「ミーニング・オブ・ソウル」からB面である。

### 通常盤
1. ターン・アップ・ザ・サン（Turn Up the Sun）（アンディ・ベル）
アンディ作曲リアムボーカル。ノエル以外のメンバーが作曲した、初のオープニング・ナンバー。ライブでも1曲目に演奏され、地元マンチェスターではこの曲を演奏中興奮したファンが前倒しになり、柵が壊れるアクシデントが発生した。
2. マッキー・フィンガーズ（Mucky Fingers）（ノエル・ギャラガー）
ノエル作曲&ボーカル。ヴェルヴェット・アンダーグラウンドの「I'm Waiting for the Man」をボブ・ディランが歌うというシチュエーションをイメージして作られた。ブルースハープは、ゲムが吹いている。
3. ライラ（Lyla）（ノエル）
先行シングルで、唯一のノエル作曲リアムボーカルの曲。後期オアシスの中でもとりわけ知名度・人気とも高く、ライブでは必ずといっていいほど演奏される。日本でもウォークマンのCMソングとして一時期大量オンエアされたため、知名度がある。
4. ラヴ・ライク・ア・ボム（Love Like a Bomb）（リアム・ギャラガー、ゲム・アーチャー）
リアム作曲&ボーカル。リアムはノエルに、「ジョージ・ハリスンになったつもりでギターを弾いてくれ」と注文している。
5. インポータンス・オヴ・ビーイング・アイドル（The Importance of Being Idle）（ノエル）
2ndシングルでノエル作曲&ボーカル。一言でまとめると、「華胥（かしょ）」の曲である。
6. ミーニング・オヴ・ソウル（The Meaning Of Soul）（リアム）
リアム作曲&ボーカル。
7. ゲス・ゴッド・シンクス・アイム・アベル（Guess God Thinks I'm Abel）（リアム）
リアム作曲&ボーカル。『旧約聖書』に登場するアベルとその兄のカイン（嫉妬からアベルを殺している）から付けられたタイトル。
8. パート・オヴ・ザ・キュー（Part of the Queue）（ノエル）
ノエル作曲&ボーカル。3拍子のナンバー。
9. キープ・ザ・ドリーム・アライヴ（Keep the Dream Alive）（アンディ）
アンディ作曲リアムボーカル。
10. ベル・ウィル・リング（A Bell Will Ring）（ゲム）
ゲム作曲リアムボーカル。
11. レット・ゼア・ビー・ラヴ（Let There Be Love）（ノエル）
ノエル作曲でリアムとノエルがボーカルを分け合う3rdシングル。兄弟が1曲の中でボーカルを分け合うのはこれで3曲目であり、シングルとしては初の出来事となった。また、4thアルバムのデモ音源が流出した時、この曲のデモが収録されていた。このデモの仮タイトルは、「It's a crime」（イッツ・ア・クライム 訳例: 「ある罪のこと」）。これはノエルのソロで、アコギの弾き語りである。
12. キャニュー・シー・イット・ナウ?（アイ・キャン・シー・イット・ナウ!!）（Can Y'see It Now?（I Can See It Now!!））（ノエル）
日本盤ボーナストラック。インストゥルメンタル。後半に、ノエルによるタイトルコールのリフレインがある。
13. シティン・ヒア・イン・サイレンス・オン・マイ・オン（Sitting Here in Silence（On My Own））（ノエル）
日本盤ボーナストラック。

### 来日記念盤
来日記念リミテッド・エディションは、イギリスのみの初回限定版と同仕様のCDとDVDの2枚組、完全生産限定スペシャル・パッケージにてリリースされた（2005年11月2日）。ケースは、1つにまとまっている。

#### CD
日本盤と同様の13曲。

#### DVD
VIDEO
1. The Ear Has No Memory Documentary
2. "Lyla" Music Video
BONUS FOOTAGE FOR JAPAN
3. "Importance of Being Idle" Music Video
4. "Let There Be Love" Music Video

### 紙ジャケット盤
ベスト・アルバム『ストップ・ザ・クロックス』リリースを記念して、日本独自企画の完全生産限定紙ジャケット仕様が同時リリースされた（2006年11月15日）。CDのみの1枚で、収録曲は13曲。